# Trichophycus pedum

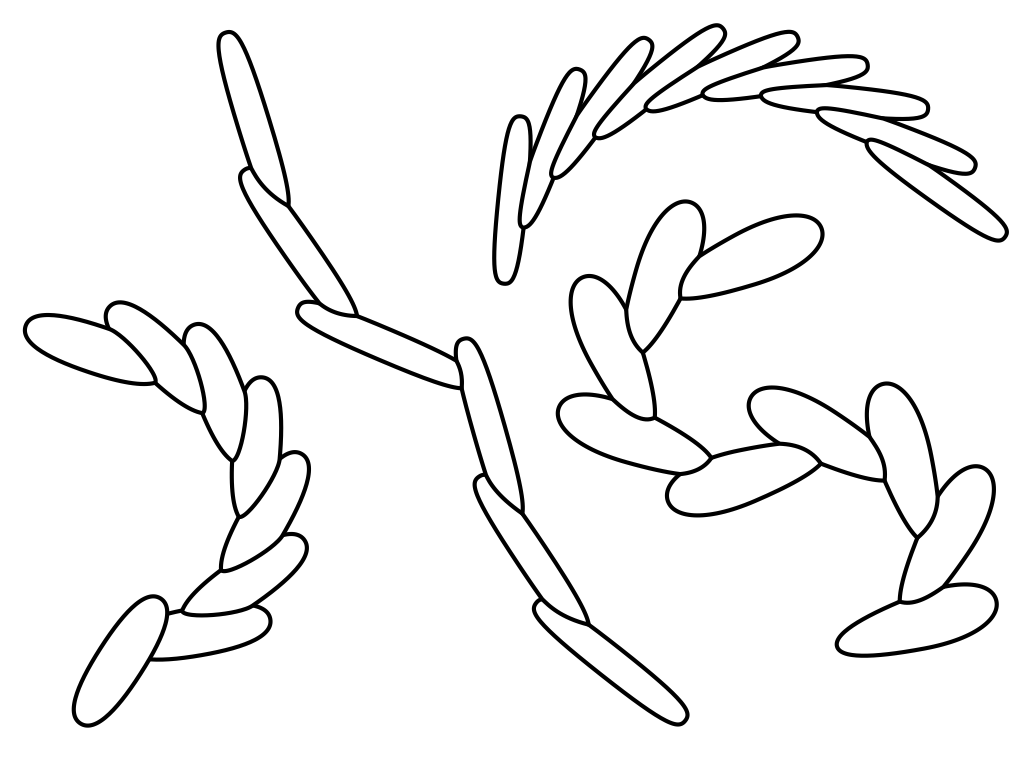
Schematische Darstellung verschiedener Formen von Trichophycus pedum, wie auf Schichtflächen überliefert.

Trichophycus pedum (oder Treptichnus pedum; früher auch Phycodes pedum und Manykodes pedum) ist ein Spurenfossil in marinen Sedimenten des frühen Kambriums. Es wird als das früheste weitverbreitete, dreidimensionale komplexe Spurenfossil angesehen. Die Ichnospezies kommt nahezu weltweit vor und ihr Erstauftreten liegt entweder in Schichten, die noch Fossilien der Ediacara-Fauna führen oder in Schichten unmittelbar darüber. Der Erzeuger von Trichophycus pedum gilt im Vergleich zu den Ediacara-Organismen als fortschrittlicheres Lebewesen, weshalb das erstmalige Auftreten der Spur als Anzeiger für die Grenze zwischen dem Ediacarium und dem Kambrium und damit für die Grenze zwischen Präkambrium und Phanerozoikum fungiert. Nach offizieller Festlegung der Präkambrium-Kambrium-Grenze in dem dafür zuvor ausgewählten Referenzaufschluss (GSSP) im Jahr 1992 wurde allerdings entdeckt, dass Trichophycus pedum noch unterhalb dieser Grenze vorkommt. Die Eignung der Spur als Leitfossil ist aufgrund der Faziesabhängigkeit umstritten, denn sie kommt nur in flachmarinen Sedimenten vor.

## Beschreibung

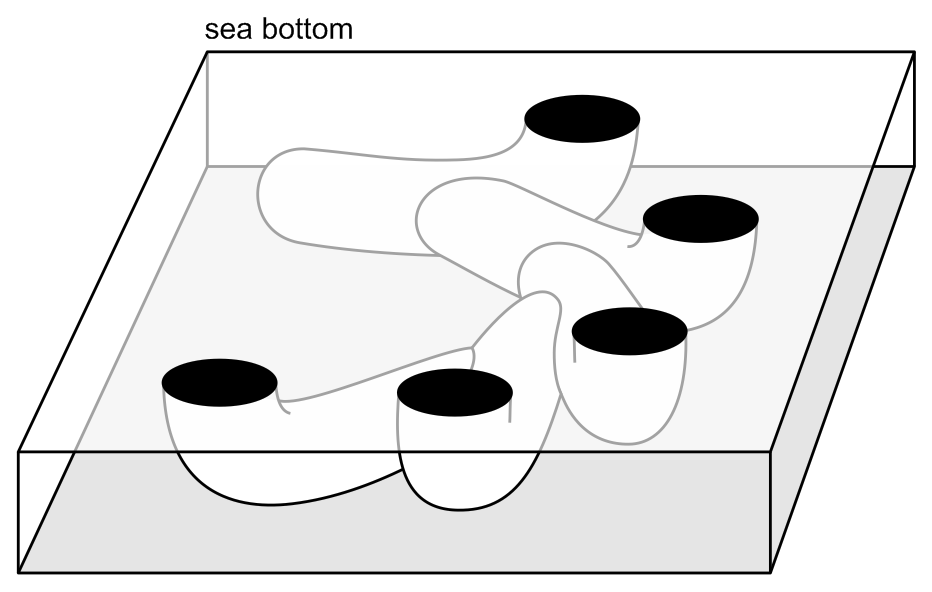
3D-Rekonstruktion der Fraßspur

Trichophycus pedum ist eine Fress-Bewegungsspur (Fodinichnum) eines Sedimentfressers. Die Spur ist meist erhaben an der Basis dünner Sandsteinbänke erhalten (konvexes Hyporelief) und unterscheidet sich vom Sandstein der Bank geringfügig in Korngröße und Textur. Sie verläuft streng horizontal (schichtparallel) und ist mäßig komplex aufgebaut: In typischer Ausprägung und Erhaltung besteht der Bau aus unverzweigten Gängen, die gerade oder gebogen sein können und bisweilen auch Schlaufen bilden. Speziell kennzeichnend ist eine Art Segmentierung, die der Spur ein seilartiges Aussehen verleiht. Bei den „Segmenten“ handelt es sich um kleine Einzelgänge, die zur damaligen Sedimentoberfläche führten.
Bisher wurden keine Körperfossilien des Verursachers dieser Spuren gefunden. Aktuo-Paläontologische Studien sowie detaillierte Untersuchungen von Körperfossilien im frühkambrischen Burgess-Schiefer legen nahe, dass Trichophycus pedum von Priapswürmern oder zumindest lokomotorisch ähnlichen wirbellosen Tieren erzeugt worden sein könnte.